# Linters

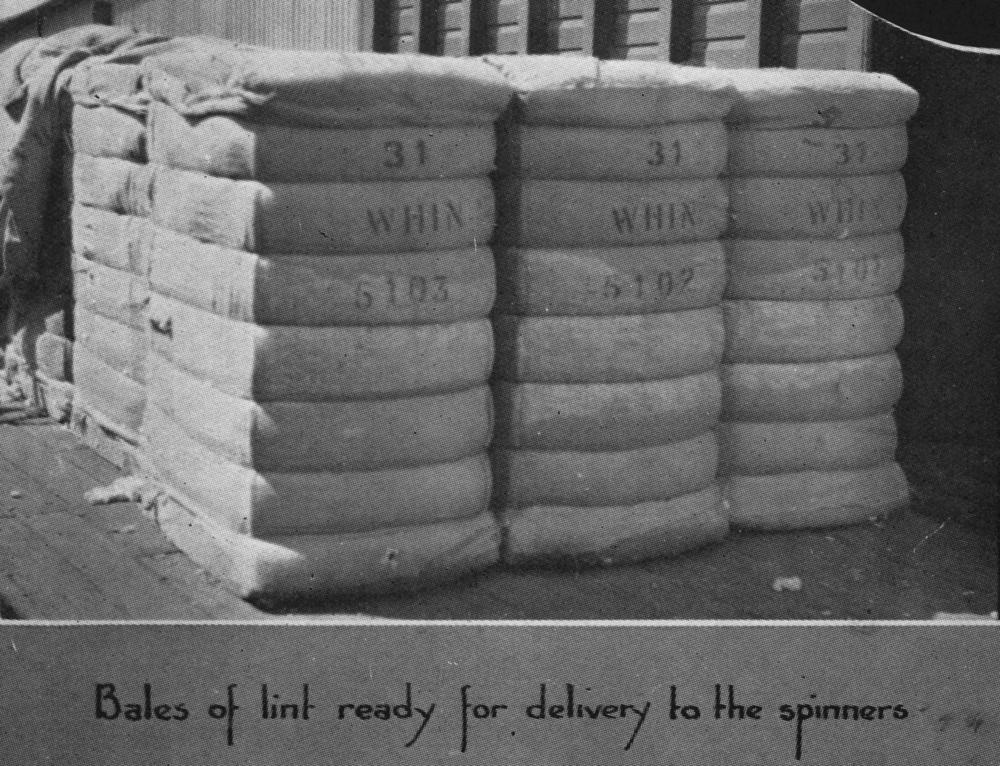
Bale z surowcem przygotowane do wysyłki, fot. 1931

Linters − krótkie, nieprzędne włókna porastające nasiona bawełny używane jako surowiec do produkcji celulozy oraz jako wyściółka tapicerska.